# Jesidische Heiratsvorschriften
Die jesidischen Heiratsvorschriften sind besonderen Traditionen und Normen unterworfen. Demnach stellt die Ehe eine fundamentale jesidische Norm dar, nach der ein Mensch sich erst ganz verwirklicht, wenn er verheiratet ist.
Das traditionelle Jesidentum kennt eine Reihe von Heiratsvorschriften, welche unter dem Terminus „Hed û Sed“ religiös begründet sind. Das religiöse Endogamiegebot namens „Hed û Sed“ findet sich auch häufig in ihren sakralen Texten, den sogenannten Qewl, wieder. Strikt geregelt ist die Partnerwahl, welche durch das Gebot der Endogamie eingeschränkt ist. Andere spezifische Heiratsregeln sind der Brautpreis, die Praxis der Zwangs- und arrangierten Ehen sowie die Brautentführung und das Gebot der Jungfräulichkeit vor der Ehe.
Die Beachtung der Heiratsregeln beeinflusst das Leben der Jesiden unterschiedlich. Gegenwärtig befinden sich die jesidischen Heiratsvorschriften in einem Veränderungsprozess und werden zunehmend in Frage gestellt, besonders in den Diaspora-Gemeinschaften.

## Traditionelle Hochzeitsbräuche
Die traditionellen Hochzeitsbräuche entstanden vor der Ausbreitung des Islam, weshalb die kurdisch-muslimischen Bräuche sich kaum von ihnen unterscheiden.
Trotz Gemeinsamkeiten variieren innerhalb des Jesidentums die Hochzeitstraditionen regional.
Jesiden heiraten in der Regel jung: Männer dürfen ab dem 18. Lebensjahr heiraten, Frauen schon mit 16 Jahren. Jesidische Hochzeiten dürfen nicht im Monat April und nicht an einem Mittwoch stattfinden, da diese als heilig gelten: April ist der Monat der Fruchtbarkeit (Buka Salê, die Braut des Jahres), und an einem Mittwoch soll der allmächtige Gott den Engel Melek Taus auf die Erde geschickt haben.

### Verlobung
Vor der Eheschließung (Dawet) findet die offizielle Verlobung statt, welche im Rahmen von zwei Feierlichkeiten (die erste Nîșanî, die zweite Șêranî) gefeiert wird.
Die Eltern von beiden Seiten wählen Bekannte und Verwandte aus und laden sie als Verlobungszeugen zu der Feier ein. In der Regel versammeln sich die Eltern des Bräutigams und die Zeugen in dem Haus der Braut und bitten die Eltern des Mädchens um deren Hand. Danach fragen mehrere Zeugen, unter dem Ausschluss von beiden Eltern, ob das Brautpaar sicher ist, dass es heiraten will, und ob sie einander aus freiem Willen gewählt haben. Wenn sie die Fragen bejahen, betonen die Zeugen die Bedeutung der Ehe und die Aufgaben der Ehegatten mit einem Verlobungsspruch. Um zukünftige Konflikte zu vermeiden, werden die Eltern sowie die Verwandten gefragt, ob sie keine Einwände gegen die Verlobung haben. Danach benennt die Braut die Geschenke, welche sie am Hochzeitstag tragen wird (üblicherweise Kette, Ringe oder Armreifen aus Gold). Ihre Mutter hat auch Anspruch darauf, Geschenke zu verlangen. Anschließend beginnen die Verhandlungen über den Brautpreis. Gleichzeitig werden Süßigkeiten unter den Gästen verteilt, und es wird getanzt und zusammen gefeiert.

### Hochzeitszeremonie
Zwei Tage vor der Hochzeit nimmt die Braut ein heißes Bad, und ab diesem Moment darf sie nur weiße Kleidung tragen. Die Braut, ihre Verwandtschaft und ihre Freundinnen feiern am nächsten Tag die Henna-Nacht, welche ähnlich wie bei traditionellen muslimischen Hochzeiten verläuft. In der Früh wird die Braut von ihren Brautjungfern in ihrem Hochzeitskleid mit Ornamenten und einem roten Schleier angekleidet, während sie still und meditativ bleibt. Wenn die Braut und ihre Mutter weinen, wird es als ein gutes Vorzeichen interpretiert, da das Weinen das Böse fernhält.
Zuständig für die Eheschließung ist ein Peschimām („Vorsteher“), der aus dem Kreis der Ādanīs kommen muss. Im Fall seiner Abwesenheit nimmt ein anderer Würdenträger, üblicherweise der Scheich der Familie, seinen Platz ein. Bei den Jesiden in Armenien dürfen hingegen nur der „Jenseitsbruder“ (Birā-yē āchirat) oder die „Jenseitsschwester“ (Huschk-ā āchiratē) Trauungen vornehmen.
Die Zeremonie erfolgt ganz schlicht: Das Brautpaar stellt sich vor dem Peschimām, der einen Brotlaib in zwei Stücke bricht. Nachdem sie das Brot verzehrt haben, ist die Trauung vollzogen. Nach einem Gebet findet die Nikeh statt, eine Zeremonie, in der die Verlobten dreimal gefragt werden, ob die Ehe mit ihrem Willen geschlossen werden kann. Nach jesidischer Tradition erreicht die Trauung ihre Verbindlichkeit, wenn der Würdenträger das Brautpaar einbezogen hat und sich ihres Einverständnisses in Gegenwart von zwei Zeugen (üblicherweise der „Jenseitsbruder“ und die „Jenseitsschwester“) versichert hat.

### Ablauf der Feier
An die Hochzeitszeremonie schließt sich die Hochzeitsfeier an, welche von dem Bräutigam bezahlt wird. In der Hochzeitprozession führen die Dorfbewohner die Braut ins Haus des Bräutigams zusammen mit den Qawwāls, die die religiöse jesidische Musik (mit Trommel und Schabbaba) spielen.
Die Schwiegermutter gibt der Braut ein Glas Süßigkeiten, welches sie als gutes Vorzeichen gegen die Schwelle des Hauses schlagen muss. So tritt sie über die Scherben und über das Blut eines geopferten Schafes in ihr neues Zuhause ein. Das Brautgemach ist in dem Haus des Bräutigams eingerichtet. Nach dem Vollzug der Ehe versammeln sich alte Frauen und Verwandte, um die Jungfräulichkeit der Braut zu überprüfen. Traditionellerweise darf die Braut das Zimmer für sieben Tage nicht mehr verlassen. Es wird auch vorgeschrieben, dass bestimmte, wenig verheißungsvolle Frauen (wie beispielsweise eine Frau während ihrer Periode, eine Frau aus einer Familie, in der kürzlich ein Todesfall aufgetreten ist, oder eine Frau, deren vierzig Tage der Unreinheit nach einer Geburt noch nicht beendet sind) sich dem Zimmer nicht nähern dürfen. Nach den Tagen des Eingeschlossenseins verlässt die Braut das Zimmer und bereitet ein Gericht aus Datteln und sieben Arten Getreiden (Weizen, Linsen, Hafer, zwei Sorten von Bohnen und Erbsen) zu, welches zusammen mit ihren Freundinnen rituell verzehrt wird. Die Hochzeitsfeier geht in der Zwischenzeit weiter: Die gesamte Verwandt- und Bekanntschaft feiert mit Musik und traditionellen Gerichten, es werden die Mitgift der Braut und die Geschenke (vorwiegend Geld) allen Gästen gezeigt, und Männer und Frauen tanzen die Dabke.
Die Tradition der Tage des Eingeschlossenseins wird innerhalb der Diaspora-Gemeinschaften nicht mehr praktiziert. Darüber hinaus fordern die jungen Jesiden immer stärker, aktiv in der Organisation ihrer Hochzeit mitzuwirken.
Heutzutage werden die jesidischen Hochzeiten in großen Hochzeitshallen gefeiert. In der Diaspora sowie in den Herkunftsländern tragen die jesidischen Bräute überwiegend weiße Brautkleider, häufig zusammen mit einem roten Gürtel oder einem roten Schleier.

## Katechismus des Scheichs Miran Ismail
Das einstmalige geistliche Oberhaupt der Jesiden, Scheich Miran Ismail Bek Abdi Bek oghlu Nasli Rähan aus Bagdad, der 1908 für die russischen Behörden des Gouvernements Eriwan eine Liste mit Informationen über die jesidische Religion zusammenstellte (auch „Katechismus der Jesiden“ genannt), erwähnt dort die folgenden Heiratsvorschriften:
- Ein Jeside darf die gesetzliche Frau eines anderen nicht entführen; kein Jeside darf dem Entführer und der Entführten helfen oder Unterkunft gewähren. Die Entführte muss ihrem Manne zurückgegeben und der Entführer nach dem jesidischen Gesetz zur Rechenschaft gezogen werden. Wenn die Entführte sich weigert, in das Haus ihres Mannes zurückzukehren, soll sie aus der Jesiden-Gemeinschaft ausgestoßen werden. (§ 7)
- Kein Jeside darf die Frau seines Vater- oder Mutterbruders heiraten, noch die seines Bruders; im entgegengesetzten Falle soll nach §7 verfahren werden. (§ 8)
- Die Geistlichkeit der Jesiden zerfällt in drei Klassen: 1. šex-e šex Husen, 2. šex-e šamsa, 3. šex-e šex-u Bakra. Jeder Scheich muss sich eine Frau aus seiner eigenen Klasse wählen. (§ 9)
- Die „Pîr“ werden in zwei Klassen geteilt: 1. Pîr-e Hosmamama und 2. Pîr-e Pîrafata und die übrigen Pîr-e Omarxala und andere. Jeder Pîr muss sich eine Frau aus seiner Klasse wählen.(§ 10)
- Wenn sich geistliche Personen der in § 9 und 10 erwähnten Klassen mit Mädchen aus anderen Klassen verheiraten, so gehen sie des Rechtes verlustig, von den Mriden Gaben anzunehmen, und die Mriden dürfen sie nicht als Geistliche anerkennen, und müssen sie aus ihrer Mitte verstoßen. (§ 11)
- Die einfachen Jesiden nennt man Mriden; sie haben kein Recht, sich mit den Töchtern der geistlichen Klassen zu verheiraten, sondern nur der eigenen, im Übertretungsfalle setzen sie sich strengen Maßregeln aus. (§ 12)
- Kein Jeside darf seiner Frau die Scheidung geben, wenn er nicht Untreue nachweisen kann, und zwar in Gegenwart von mindestens drei Zeugen. Im Übertretungsfalle wird die Schuldige streng bestraft. (§ 14)
- Wenn ein Jeside seinen Sohn verlobt und den Kalan nicht bezahlen kann, so hat er kein Recht, die Braut länger als drei Jahre im Hause ihres Vaters zu lassen. (§ 15)
- Der Kalan für ein Mädchen kann nicht höher als 100 Rubel sein; wer mehr nimmt, dem wird das Übrige abgenommen und dem Bezirks-Kazi übergeben, der Schuldige wird bestraft. (§ 16)
- Der Kalan für eine Witwe darf 45 bis 50 Rubel nicht übersteigen; im Übertretungsfalle wird der Schuldige bestraft. (§ 17)

## Endogamie
Jesiden praktizieren eine strikte Endogamie (Shariet), sie heiraten nämlich nur innerhalb ihrer Gemeinschaft. Das Gebot der Endogamie erstreckt sich auch auf die Angehörigen der einzelnen Kasten (Tariquet), d. h. sie praktizieren gleichzeitig eine sogenannte Isogamie.

### Vorschriften der Partnerwahl innerhalb der drei Heiratsgruppen
Die Gebote der Endogamie und der Isogamie werden auf den als Heiligen verehrten Scheich ʿAdī ibn Musāfir zurückgeführt. Er soll gelehrt haben, dass das Blut der Jesiden heilig und deshalb rein zu bewahren ist. Zu diesem Zweck wurde von ihm strikt angeordnet, dass die Heirat außerhalb der Gemeinschaft zu vermeiden ist, und ebenso, dass die drei Kasten (Scheichs, Pîrs, Mirids) nicht untereinander heiraten dürfen.
Samuele Giamil, der damalige Generalprokurator des Patriarchen von Babylon der Chaldäer in Rom, hat im Jahr 1900 einen syro-chaldäischen Text übersetzt, in dem erwähnt wird, dass der Mīr der einzige ist, der von dem Gebot der Endogamie ausgenommen ist. Die Übertretung dieses Gebots sei trotzdem eine Sünde, allerdings nur eine lässliche Sünde. Darüber hinaus wird hier auch behauptet, dass ein Laie, der die Tochter eines Scheich zur Ehefrau nimmt, gegen das Gesetz verstoße und öffentlich exkommuniziert werden müsse. Überdies dürfe man weder Wasser von seinem Haus trinken noch mit ihm essen oder sprechen.
Innerhalb der Pîr-Kaste bestehen ebenfalls strenge Heiratsbeschränkungen, da die vier Hauptgruppen (Hasan Maman, Pîr Afat, Pîr Haci und Pîr Jarwan) nicht untereinander heiraten dürften. Die vier Hauptgruppen unterteilen sich jeweils noch einmal in verschiedene Untergruppen:
- Hasan Maman mit ihren Untergruppen Hasanelka und Khatibesi;
- Pîr Afat mit ihren Untergruppen Meme Reshan, Pîr Debes und Buwal;
- Pîr Haci Ali mit ihrer Untergruppe Pîr Bahri;
- Pîr Jarwan mit ihren Untergruppen Esibiya Haci Muhamed, Omar Khalam und Qediban.[25]

Der Pîr-Zweig der Hasan Maman, welcher an der Spitze der Pîr-Kaste liegt, war früher einer noch strengeren Regel unterworfen: Die Heirat unter den eigenen Untergruppen (Hasanelka und Khatibesi) ist ebenfalls verboten. Aufgrund der geringen Anzahl von Pîr-Hasan-Mamans-Familien und der dadurch beschränkten Partnerauswahl hat aber der Religiöse Rat im Lalisch im Jahr 1968 beschlossen, dass sich die Pîr Hasan Maman und die Pîr Hasanelka untereinander mischen dürfen.
Darüber hinaus gab es auch für die Laien-Kaste bestimmte Heiratsbeschränkungen, die sich nach der Zuordnung zu einer bestimmten Scheich-Kaste richteten, die für den jeweiligen Murīd die religiöse Betreuung übernahm. Die einfache Bevölkerung war in drei Gruppen geteilt, parallel zu den einzelnen Scheich-Gruppierungen (Ādanīs, Schamsānīs und Qatanīs), und sie durften ursprünglich nicht die Ehe miteinander eingehen. In Folge der Verfolgungen, denen die Jesiden ausgesetzt waren, wurden die Heiratsvorschriften innerhalb der Muriden-Kasten jedoch gelockert, um die Partnerauswahl zu vergrößern und das Aussterben der einzelnen Kasten zu verhindern.
Schließlich existierte noch die Regel, dass auch die Qewals nur innerhalb ihrer eigenen Gruppe heiraten dürfen, obwohl sie eigentlich keine Kaste darstellen. Aufgrund der im Lauf der Zeit zurückgegangener Anzahl von Qewals-Familien wurden aber auch bei ihnen die Heiratsgebote gelockert, indem ihnen erlaubt wurde, mit Angehörigen der Murīden-Kaste die Ehe zu schließen.

### Entstehung und Begründung
Die mythologische Begründung der Endogamie kann auf die Legende des Shahid bin Jarr zurückgeführt werden. Der Erzählung nach stritten Adam und Eva über die Frage, wer von ihnen der eigentliche Schöpfer ihrer Kinder war. So beschlossen sie, sich einer Probe zu unterziehen: Shahid bin Jarr (wörtlich der „Beweis, Sohn des Tontopfs“) wurde folglich aus einem Tontopf (gefüllt mit ihren „Samen“) als Beweis geboren. Später wurde dem so ungewöhnlich geborenen Junge eine Huri aus dem Paradies geschickt, und aus deren Nachkommenschaft seien die ersten Jesiden entstanden.
Einer anderen Version nach befand sich in dem Tontopf Adams auch ein weibliches Wesen. Diese wurde später von Shahid bin Jarr geheiratet, und von dieser Verbindung stammt das jesidische Volk ab. Eszter Spät zufolge ist die „Schwester-Version“ die ursprüngliche und die Figur der Jungfrau aus dem Paradies sollte in den Mythos später eingefügt werden, um das Problem des Inzest zu beheben. Nach einer anderen altiranischen Vorstellung stammen die Jesiden nur von Adam ab, der ein androgynes Wesen war, während die restliche Menschheit als Nachkommenschaft einer geschlechtlichen Verbindung zwischen Eva und Adam gilt.
Die verschiedenen Versionen des Mythos stimmen in der Darstellung überein, dass die Jesiden eine eigene Abstammungsgeschichte besitzen. Der Legende nach sollten ursprünglich sowohl die Nachkommen Shahids als auch die anderen Völker der Erde die „wahre Religion“ kennengelernt haben; allerdings sei die Religion der restlichen Menschen nach einer Zeit korrumpiert worden. Deswegen stellen die Jesiden sich selbst, dieser Auffassung nach, als Erben der wahren Religion und Stamm der wahren Gläubigen dar.
Der Mythos von Shahid bin Dscharr besitzt nach Spät eine außerordentliche gesellschaftliche Bedeutung, da er als eine Art „theologische Begründung“ der strikten Regeln der Endogamie dient. Die Endogamie verbietet nämlich die Ehe eines Nachkommen von dem außergewöhnlich geborenen „Zeugen des Tontopfs“ mit der Nachkommenschaft der Vereinigung von Adam und Eva, mit dem Ziel, die Reinheit des „ausgewählten Volkes“ zu bewahren und das Überleben zu garantieren.
Historisch gesehen, fungierte die Praxis der Endogamie als strategischer Schutz gegen die muslimische Unterdrückung und gegen die Konversionen. Darüber hinaus sollte die von dem jesidischen Reformer Scheich ʿAdī eingeführte Kastenordnung, und die damit verbundenen Heiratsvorschriften, die Solidarität und die Verbundenheit zwischen den Jesiden verstärken und das Überleben des Jesidentums sicherstellen.
Anderen Auffassungen nach war diese Regelung ein Versuch, sich von anderen einflussreicheren Religionen abzugrenzen und ihre besondere Stellung zu bewahren, da für das Jesidentum die Vorschrift der Missionierung und der erzwungenen Bekehrung der Andersgläubiger nicht vorgeschrieben ist.

### Verstöße gegen die Endogamie
Verstöße haben traditionell den Ausschluss aus der Gemeinschaft zur Folge und können in extremen Fällen sogar zur Tötung führen. Bekannter Fall ist der Ehrenmord an Arzu Ösmen, der gemeinschaftlich von ihrer Familie begangen wurde. Die Auffassung, dass das Heiraten außerhalb der jesidischen Gemeinschaft zu verurteilen ist und sogar als „Verunreinigung“ angesehen wird, ist noch in der Diaspora weit verbreitet: Der Ausschluss aus der Familie bzw. aus der Gemeinschaft wird noch als zwangsläufige Folge gesehen. Das Gleiche gilt für die Heirat innerhalb verschiedener Kasten, die immer noch als eine Sünde betrachtet wird.
Berichtete Ausnahmefälle in den Herkunftsländern sind in dem Gebiet von Afrin zu finden. Es wird erzählt, dass die Region schon in der ersten Hälfte des 20. Jahrhunderts die Kontakte zu dem religiösen Zentrum in Lalisch verloren hatte. Dies führte unter anderem dazu, dass die Regeln der Endogamie nicht mehr eingehalten wurden. Darüber hinaus sollen Angehörige der Scheich-Kasten und der Pîr-Kasten untereinander heiraten. Deswegen ist die Ansicht verbreitet, dass Eheschließungen mit Jesiden aus dieser Region zu vermeiden sind.
Die Ehe einer jesidischen Frau mit einem nicht-jesidischen Mann wird grundsätzlich stärker missbilligt als die Ehe eines jesidischen Mannes mit einer nicht-jesidischen Frau. Es wird über Fälle berichtet, in denen Frauen, die außerhalb ihres Kulturkreises geheiratet haben, von der Familie verleugnet oder gezwungen wurden, sich scheiden zu lassen.

### Endogamie in der Diaspora: Konsequenzen und Kritiken
Eine Folge der durch die strenge Endogamie begrenzten Heiratsmöglichkeiten ist die Verkleinerung der jesidischen Gemeinschaften. Darüber hinaus stellt die Isogamie – vor allem für die Kaste der Würdenträger – ein nicht unerhebliches Problem dar. Die Partnerbeschränkung kann sogar in die rechtliche unzulässige Praxis der Zwangsheiraten münden.
Innergesellschaftliche Emanzipationsbestrebungen sind vor allem unter in der Diaspora sozialisierten Jesiden zu finden, die nicht mehr bereit sind, die Heiratspräferenzen ihrer Eltern zu akzeptieren. Die Praxis der Endogamie führt zu Spannungen und Konflikten innerhalb des Familienkreises, die manchmal bis zum Bruch (in extremen Fällen auch bis zum Mord) eskalieren können.
Gleichzeitig sind aber manche jungen Jesiden der Auffassung, dass die Exogamie zu verurteilen sei. Sie lehnen es ab, einen Ehepartner außerhalb der Gemeinschaft zu heiraten, nicht deswegen, weil sie es für falsch halten, sondern weil es den Bruch mit den Eltern sowie die Ausgrenzung aus der Gemeinschaft als Konsequenz haben kann. Nach Kreyenbroek besteht hier eine Diskrepanz zwischen dem „persönlichen Gewissen“ der Jungen und den „Normen der Gemeinschaft“: Für manche ist die Familie letztlich wichtiger als die Liebesbeziehung.
Andererseits sind manche der Meinung, dass die Abschaffung der Isogamie eine passende Strategie sein könnte, die jesidischen Gemeinschaft vom Aussterben zu bewahren und sogar zu vergrößern. Mit der gleichen Argumentation denken andere Jesiden sogar, dass die Endogamie komplett abgeschafft werden sollte, erkennen aber gleichzeitig, wie utopisch ihr Standpunkt ist. Gegen die Endogamie wird oftmals argumentiert, dass dieses Gebot nirgendwo in den religiösen Überlieferungen oder Qewls gefordert oder deutlich vorgeschrieben ist. Das löst immer mehr Kritik und Distanzierung besonders in der jüngeren Generation aus.

## Brautpreis

### Brautpreis als kulturelle Tradition
Der jesidische Brautpreis (Qelen) ist nicht mit der islamischen Brautgabe gleichzusetzen, welche zur Absicherung der Frau im Scheidungsfall dient. Bei den Jesiden entrichten die Eltern des Bräutigams einen Geldbetrag an die Familie der Braut, dessen Höhe vorher vereinbart wurde. Der Brauch dient als eine Art „Entschädigung“, da durch den Übergang der Tochter in das Haus des Bräutigams das Elternhaus eine fundamentale Arbeitskraft verliert. Was die Begründung der Tradition angeht, ergeben sich aus den religiösen Quellen keine Hinweise auf ein zu zahlendes Brautgeld. Der Brautpreis stellt keine spezifisch jesidische Angelegenheit dar, sondern wird von anderen Kulturen und in verschiedenen Ländern praktiziert. Mangels konkreter theologischer Vorschriften kann angenommen werden, dass die Praxis der Brautpreise eine kulturell bedingte Tradition ist.
Die Entrichtung des Brautpreises unterbleibt, wenn es sich um eine Berdel, d. h. eine „Tausch-Ehe“, handelt. Im Fall einer Berdelî arrangieren zwei befreundete Familie die Ehe zwischen ihren Kindern. Es findet dann eine Doppelhochzeit statt: Bruder und Schwester einer Familie heiraten den Bruder und die Schwester der anderen Familie. Die „Tausch-Ehe“ ist aber kein spezifischer jesidischer Brauch, sondern ist bei Kurden sowie bei Türken verbreitet, obwohl er in der Diaspora-Gemeinschaften heutzutage nicht mehr praktiziert wird.

### Aushandlung des Brautpreises
Vor der Verlobung besucht der Vater des Bräutigams die Eltern der zukünftigen Schwiegertochter. Hier beginnen die Verhandlungen über den Brautpreis (Qelenbirin). Der Scheich der Familie und ein Pîr begleiten die Verhandlungen. Sobald der Brautpreis festgelegt ist, schreibt der Scheich die Vereinbarung nieder, fügt sein Siegel an und fleht den Segen des Engels Pfau auf die Verlobten herab. Der Scheich gibt der Braut einige aus der Erde der Heiligengrabs von Scheich ʿAdī hergestellte Kügelchen (Berat). Im Gegenzug gibt sie dem Scheich und dem Pîr Geld oder eine Gabe. Die Zeit zwischen der Aushandlung der Qelen und der Hochzeit variiert von ein paar Tagen bis zu einigen Jahren.
Können sich die Familien nicht über den Brautpreis einigen, kann die Verhandlung abgebrochen werden, was üblicherweise dazu führt, dass die Verlobung scheitert. Nach Drower hängt die Höhe des Brautpreises von den finanziellen Mitteln der Familie ab. Laut Açıkyıldız spielen die Schönheit und die soziale Schicht der Braut auch eine entscheidende Rolle für die Festlegung des Qelen.

### Konflikte um die Höhe des Brautpreises
Ursprünglich rief der Brautpreis bei den Jesiden keine Streitigkeiten hervor, da es sich in den Herkunftsländern um einen verhältnismäßig geringen Preis oder um Naturalien bzw. Edelmetalle handelte. Angesichts der Verschiedenheit der Höhe des Qelen beschloss der Geistliche Rat aber im Jahr 1968, eine regionale Trennung bei Festlegung des Betrags umzusetzen: Für das Dschabal-Sindschar-Gebiet wurde er auf 220 Dinar und in der Schaichān-Region auf 150 Dinar festgelegt, während im Gebiet von Baʿschiqa und Bahzānē der Betrag von 120 Dinar nicht überschritten werden durfte.
Die Konflikte um den Brautpreis haben sich in Europa weiterhin verschärft, da aufgrund eines größeren Wohlstands viele Familien immer höhere Beträge verlangen. In den deutschen Diasporagemeinden ist der Betrag beispielsweise von 5000 bis 10.000 DM in den 1980er Jahren auf 10.000 bis 80.000 DM in den 1990er Jahren gestiegen. Kreyenbroek berichtet ebenfalls von Fällen, bei denen Geldbeträge bis zu 700.000 Euro entrichtet wurden.

### Kritik am Brautpreis und die Stellungnahme von Mîr Tahsîn Beg
Die Praxis des Brautpreises gerät in der europäischen Diaspora immer öfter in die Kritik und führt gleichzeitig zu Konflikten in den jesidischen Gemeinden. Insbesondere führt die Tradition des Brautpreises zu einer religiösen und kulturellen Entfremdung junger Jesiden sowie zu Streitigkeiten innerhalb der Familien und zu Loyalitätskonflikten. Immer mehr Jugendliche lehnen die Zahlung des Brautpreises oder eines erhöhten Brautpreises ab. In der Literatur tauchen noch weitere Kritiken auf, dass ein unverhältnismäßiger Brautpreis zu verurteilen ist. Beispielsweise Chaukeddin Issa zufolge ist die Praxis der Brautpreis für die Jesiden unwürdig und nicht vereinbar mit ihren religiösen Grundzügen.
Darüber hinaus kann der Brautpreis ein Problem für die Integration darstellen: Durch seine Entrichtung werden bestimmte Menschenrechte verletzt, wie die individuelle Freiheit der Eheschließung sowie der Grundsatz der Gleichstellung der Frau. Auch deutsche Gerichte haben sich schon mit dem Brautpreis schon auseinandergesetzt. So lehnte 2011 das Oberlandesgericht in Hamm eine eingereichte Klage auf Rückzahlung des Brautgeldes wegen Sittenwidrigkeit ab.
In Anbetracht der Konflikte um und Kontroversen über den Brautpreis hat das weltliche Oberhaupt der Jesiden Mîr Tahsîn Beg zu einer Abschaffung bzw. Beschränkung des Brautpreises aufgerufen. In der jesidischen Zeitschrift Lalish Dialog äußerte er sich, wie folgt:

„Wenn unbedingt auf Brautgeld bestanden wird, dann muss die Höhe einen symbolischen Wert haben. Im Irak beträgt das Brautgeld nach einem Beschluss des religiösen Rates 75 Gramm Gold. Im Irak orientieren sich die Esiden daher an rund 7.000 € (24K Gold, Anm. d. Red.). Insbesondere unsere Çelka-Esiden erweisen sich in dieser Hinsicht als sehr stur und das finde ich sehr bedauerlich. […] Eine Regulierung und Annäherung an meinen Beschluss ist daher wünschenswert. Überhöhte Brautpreisforderungen müssen von allen Esiden verurteilt werden. Ich würde mir von allen Esiden einen symbolischen Betrag von 3.000 € wünschen. Nach meiner persönlichen Meinung sollte kein Brautgeld verlangt werden, jedoch muss ich unter den gegebenen Umständen realistisch bleiben. Leider hat mein Wort bei den Esiden aus Deutschland keine große Bedeutung, weshalb jeder es nach seinen eigenen Vorstellungen entscheidet.“

Vorher hatte der Mîr den Brautpreis sogar zur Sünde erklärt. Inner-jesidisch hat die Praxis des Brautpreises also große Kontroversen ausgelöst. Viele Familien sind dazu übergegangen, keinen Brautpreis mehr zu fordern. Insofern wird vermutet, dass in den nächsten Jahren der Brauch des Brautpreises verschwindet. In zahlreichen Fällen wird das Qelen jedoch noch heimlich praktiziert.

## Zwangsheiraten und arrangierte Ehen
Zwangsehen und arrangierte Ehen sind keine religiöse oder traditionelle Besonderheit der Jesiden. Sie stellen sich als regional und kulturbedingte Phänomene dar und charakterisieren vor allem patriarchalische Familienstrukturen und traditionelle Vorstellungen der Ehe.
Nach Gedik liegt eine Zwangsheirat vor, wenn das Brautpaar sich zur Eheschließung gezwungen fühlt und trotz seiner Weigerung keine Möglichkeit besteht, sich zu widersetzen, da die Eltern oder die Familien mit unterschiedlichsten Mitteln versuchen, psychischen oder sozialen Druck auf sie auszuüben.
Straßburger zufolge spricht man von einer arrangierten Ehe dann, wenn die Entscheidung zu heiraten im Rahmen einer Ausbalancierung von Selbstbestimmung und Familienorientierung getroffen wird. Eine positive Entwicklung im Hinblick auf die sozialen, familiären und beruflichen Lebensumstände des Brautpaares kann mitunter in diesem Zusammenhang daraus hervorgehen.
Eine Abgrenzung ist allerdings nicht einfach zu ziehen. Zwangsheiraten sind üblicherweise in soziokulturellen Kontexten verbreitet, in denen auch arrangierte Ehen die übliche Form der Eheschließung sind. In der jesidischen Gesellschaft, wo die Familie die oberste Priorität darstellt, werden durch arrangierte Ehen insbesondere die Interesse der Sippe berücksichtigt: Es wird das Recht auf freien Willen zur Eheschließung verletzt.

### Die heutige Situation
In den Herkunftsländern waren – und sind noch – die Eheschließungen dem Willen der Familie unterworfen. In der europäischen Diaspora gehören aber Zwangsehen sowie arrangierte Ehen immer mehr zur Ausnahmen. Obwohl sie nicht total abgelehnt werden, werden solche Formen von Eheschließung von den meisten (vor allem von den Jugendlichen) stark kritisiert. Mit der Zeit wandelt sich darüber hinaus die Einstellung der erwachsenen Jesiden in Europa, und immer mehr Eltern versuchen, weniger Zwang auf ihre Kinder auszuüben.
Zwangsheiraten und arrangierte Ehen lösen verschiedene Auseinandersetzungen aus. Die in der Diaspora sozialisierten Kinder können in große Schwierigkeiten geraten, wenn ihre Eltern verlangen, dass sie nur bestimmte Stammesmitglieder heiraten, auch wenn sie einen jesidischen Partner gefunden haben. Eine Folge davon ist die Abwendung junger Jesiden von ihrer eigenen Religion und Kultur, welche bis zum Verlassen des Elternhauses führen kann. Tagay spricht in diesem Fall von einer Traumatisierung, welche für beide Seiten extrem belastend ist.
Der Mîr Tahsîn Beg äußerte sich über diese besondere Form der Eheschließung kritisch. Er forderte, dass die jungen Jesiden die Person heiraten, die sie lieben, allerdings unter Achtung des Respekts und der Wertschätzung der Eltern. Er betonte aber, dass im Fall einer Zwangsehe das Brautpaar das Recht hat, sich zu verweigern und um Hilfe bei Beratungsstellen sowie bei staatlichen Institutionen zu bitten. Das jesidische Oberhaupt erkennt die Unzulässigkeit einer solchen Heiratsform an und hebt hervor, dass eine Zwangsheirat zum Scheitern verurteilt ist.

## Die Brautentführung
Wie bei Türken und Kurden existiert auch bei den kurdischen Jesiden die Tradition des Brautraubs, die aber nicht religiös begründet ist. In der traditionellen Gesellschaft kann eine Entführung zu Heiratszwecken entweder als eine unfreiwillige Zwangsentführung oder als ein freiwilliger bzw. einverständlicher „Frauenraub“ stattfinden. Die Entführung erfolgt normalerweise mit Einwilligung der Frau, wenn die Eltern oder auch nur ein Elternteil gegen die angestrebte Eheschließung sind. Durch das in der Regel nur wenige Tage umfassende Abtauchen deklarieren die Heiratswilligen ihre Absicht und stellen sich demonstrativ gegen den Willen ihrer Familie. Es stellt aber fast immer die Ultima Ratio dar, um eine Ehe zu ermöglichen.
Diese Praxis findet bei Jesiden eine relativ große Zustimmung und wird als eine ehrenwerte und akzeptable Tat betrachtet. Im Fall von Konflikten suchen die Verliebten die Zustimmung und die Anerkennung von den Würdenträgern oder den Älteren der Gemeinschaft, um die Eltern zu überzeugen. Wenn eine Entführung stattgefunden hat, verlangen die Eltern einen höheren Brautpreis.
In den letzten Zeiten hat sich die Wahrnehmung der Brautentführung geändert. Sie wird zunehmend als problematisch betrachtet: Zwangsentführungen finden nämlich nicht mehr statt. Auch die Zahl von einvernehmlichen Entführungen hat sich deutlich verringert. Es kann deshalb angenommen werden, dass in Zukunft diese Tradition nicht mehr praktiziert wird.

## Die Ehescheidungen
Jesidische Ehen werden auf Lebenszeit geschlossen: Eine Scheidung ist im Prinzip möglich, ist aber verpönt und wird möglichst vermieden. Da der Erhalt der Familieneinheit als existentielle Aufgabe jedes Jesiden gesehen wird, ist die Ehescheidung das Resultat eines langen und komplizierten Vermittlungsprozesses. Nicht nur die Verwandten, sondern auch die religiösen Würdenträger sowie Freunde und die Älteren der Gemeinschaft versuchen, die Scheidung abzuwenden, vor allem wenn Kinder beteiligt sind. Einer ehelichen Trennung wird nur dann zugestimmt, wenn wichtige Gründe – wie Untreue, Vernachlässigung oder Gewalt – vorliegen. Das Einreichen der Scheidung ist sowohl dem Mann als auch der Frau zugebilligt. Sobald die Scheidung stattgefunden hat, ist es beiden Partnern erlaubt, eine neue Ehe einzugehen.
Die Ehescheidung wird von einem Peschimām in Gegenwart von mehreren Zeugen vollgezogen. Der Peschimām vermittelt zwischen den Konfliktparteien und versucht, eine akzeptable Kompromisslösung zu finden.
Nach traditionellem Ritus läuft die Scheidung symbolisch ab wie folgt: Der Mann händigt der Frau drei kleine Steine aus und wiederholt dreimal den folgenden Spruch: „Von nun an bist du für mich wie meine Mutter und meine Schwester.“ Die Frau erwidert dem Mann: „Von nun an bist du für mich wie mein Vater und meine Brüder.“ Durch den Scheidungsspruch schwören sie dann, dass sie sich nicht mehr als Ehepartner betrachten. Von nun an dürfen sie keinen sexuellen Kontakt mehr haben.
In den Herkunftsländern stellen die Ehescheidungen eine Ausnahme dar. In der Regel reichen die Betroffene keine amtlichen Scheidungsverfahren ein, da traditionellerweise standesamtlich registrierte Ehen als unnötig gelten. In der Diaspora und seit den 1980er Jahren heiraten die Jesiden zunehmend vor einer staatlichen Behörde, oder häufig wird die Heirat später nachgeholt. Das garantiert mehr Rechte und kommt insbesondere den Frauen zugute.
Im Fall einer Verwitwung besteht keine vorgeschriebene Wartezeit, bis wieder geheiratet werden darf. Witwen und Witwer können nach der traditionellen Sitte bis zu sechs Mal wieder heiraten.

### Ursachen und Folgen
Seit den 1990er Jahren ist die Scheidungsrate unter den Jesiden allgemein gestiegen. Im besonderen Fall Deutschlands hat sich die jesidische Scheidungsrate der Scheidungsrate der Einheimischen genähert. Savucu zufolge lassen sich am meisten diejenigen Ehepaare scheiden, die entweder unter Druck der Familie oder zu früh geheiratet haben.
Die Auffassung, dass das Phänomen der steigenden Scheidungsraten auf das Leben in der Diaspora zurückzuführen ist, ist in der konservativen Gemeinschaften relativ verbreitet.
Die Konsequenzen einer Scheidung können darüber hinaus besonders für Frauen von Nachteil sein: Da sie nicht mehr Jungfrau sind, ist oft die Suche nach einem anderen Mann erschwert.
Die Tatsache, dass viele Ehen unter Verwandten geschlossen werden, kann im Fall einer Ehescheidung schwere Konflikte nicht nur für das Ehepaar, sondern auch innerhalb der ganzen Sippe auslösen.
Wenn Kinder beteiligt sind, wird das Sorgerecht von den Vermittlern ausgehandelt. Der Tradition zufolge wird das Sorgerecht prinzipiell dem Mann zugesprochen; allerdings, je nach Scheidungsgrund, ist es nicht möglich, sich immer an diese Regel zu halten. Wenn ein Ehepartner eine neue Beziehung mit einem Nicht-Jesiden eingeht, kommen die Kinder in die Obhut des anderen Partners. Für den Fall, dass der Elternteil mit der Betreuung überfordert ist, wird er von der Familie sowie von der Gemeinschaft unterstützt. Hauptsache ist, dass die Kinder Mitglied der jesidischen Gemeinschaft bleiben. Nach Kurt gilt automatisch, dass der Mann das alleinige Sorgerecht für die Kinder hat; nur wenn er die Kinder abweist, darf die Frau sie erziehen.

## Jungfräulichkeit vor der Ehe
Die Jungfräulichkeit spielt im islamischen Orient sowie unter Kurden allgemein eine wichtige Rolle als Voraussetzung für die Heirat. Auch nach jesidischer Sitte soll die Braut jungfräulich in die Ehe gehen. Das Gebot der Jungfräulichkeit bzw. der Keuschheit bis zur Ehe (Keḉ(k)anti) steht bei Jesiden oft mit dem Wert der Ehre und manchmal auch mit dem Konzept der Reinheit in Verbindung.
Im traditionellen kurdischen Kontext sowie bei den Jesiden sind die Ehre (Namus) und das Schamgefühl (Şerm) von zentraler Bedeutung. Das Konzept der Scham hat eine weit gefasste Bedeutung und umfasst alle Situationen, die zur Schande führen können. Dementsprechend bestehen gewisse Regeln zur Bewährung und zum Schutz der Keuschheit, an die sich die Frauen halten sollen. Davon ist aber auch die Ehre des Mannes abhängig, welche sich über die sexuelle Integrität der Frau in der Familie definiert. Dementsprechend ist ein Jeside nach traditioneller Moralvorstellungen verpflichtet, die Ehre seiner Familie sowie seines Stammes zu schützen.
Die Überprüfung der Jungfräulichkeit der Braut erfolgt nach der Hochzeitsnacht durch das Begutachten der Blutspuren auf der Bettwäsche. Nur wenn die Hochzeit richtig vollzogen wird, kann sich ein jesidischer Mann als „richtig“ verheiratet verstehen. Andernfalls kann die mangelnde Jungfräulichkeit der Frau auch als Scheidungsgrund gelten. Es wird auch darüber berichtet, dass einige jesidischen Frauen sich genötigt sahen, kurz vor dem ersten Geschlechtsverkehr einen „kleinen chirurgischen Eingriff“ vornehmen zu lassen.
Die Keuschheitsregel findet keine Erwähnung in den jesidischen religiösen Texten und ist deshalb nicht als religiös bedingt zu betrachten. Allerdings stellt das Keuschheitsgebot für die jesidischen Frauen einen nicht vernachlässigbaren Nachteil dar, denn erstens wird es, obwohl es für beide Geschlechter gleichermaßen gilt, bei den Frauen mehr eingefordert und bei Männern nur sehr selten geprüft, und zweites ist es für eine entjungferte jesidische Frau oft schwierig, wieder einen Mann ihrer Wahl innerhalb der jesidischen Gemeinschaft zu finden.

### Einstellung in der Diaspora
Unter den in der Diaspora sozialisierten Jesiden hat das Gebot der Jungfräulichkeit an Relevanz verloren.
Allerdings wird das Gebot innerhalb traditioneller Familien noch weitgehend eingehalten. Viele deutsche Jesiden sehen aber die Praxis der Jungfräulichkeit vor der Ehe als ein „Relikt aus den alten Zeiten“.

## Monogamie und Polygamie
Jesiden sind grundsätzlich monogam. Die Vielehe gilt als Ausnahme und wird nicht geschätzt, obwohl sie nicht verboten ist. Die Anzahl der Frauen, die Männer theoretisch heiraten dürfen, beschränkt sich auf drei bis fünf. Es kann passieren, dass ein Mann ein weiteres Mal heiratet (erlaubt ist bis zu sechsmal), wegen der Kinderlosigkeit seiner Ehefrau. Anderen Angaben nach kann der Mann eine andere Frau heiraten, wenn sie Unterstützung in der Besorgung des Haushalts wegen der großen Anzahl der Kleinkinder benötigt.

## Eheähnliche Verhältnisse
In den jesidischen Herkunftsregionen findet die Ausübung einer eheähnlichen Beziehung („Ehe ohne Trauschein“) fast nie statt. In der europäischen Diaspora kommt es manchmal vor, dass ein verheirateter Mann eine zweite Frau sucht und mit ihr in einer eheähnlichen Gemeinschaft lebt. Es kann auch passieren, dass die „zweite Frau“ mit der Familie des Mannes unter einem Dach lebt. Solche Verhältnisse, welche vor allem für die Frau nachteilig sind, können sehr konfliktreich sein und werden vorzugsweise gemieden.